# Frédéric Lawson-Body
Frédéric Lawson-Body est un joueur franco-togolais de volley-ball né le 28 février 1958 à Lomé et mort le 14 octobre 1989 à Poitiers.

## Biographie
Frédéric Lawson-Body, né à Lomé (Togo) en 1958, joue à ses débuts sportif comme gardien de but de football avant de découvrir le volley-ball, lors de ses études, en internat à Togoville.
À 15 ans, il devient titulaire dans l'équipe de son lycée puis suivant une progression rapide, il est sélectionné dans les équipes scolaires puis universitaires. À 21 ans, il honore sa première sélection en senior contre le Nigéria lors des éliminatoires de Coupe d'Afrique et essuie sa 1re défaite (1 - 3).
Ayant obtenu le baccalauréat, il s'expatrie en Côte d'Ivoire où il gagne avec son club d'Abidjan le Championnat de Côte d'Ivoire.
En 1982, il postule à une annonce, parue dans un grand quotidien sportif, du club de Riom en France qui l'engage. L'année suivante, tout en suivant des cours d'informatique à Angers, il s'engage pour la saison 1984-85 aux JSA Bordeaux, club qui vient d'accéder en Nationale 1A, mais qui descendra en fin de saison. La saison suivante, il rejoint le Stade Poitevin Volley-Ball, qui évolue en Nationale 1B. Il en devient le capitaine et participe à la montée du club dans l'élite en 1998. Après une saison 1988-1989 en nationale 1A et malgré la descente de son club, il est élu meilleur attaquant (smash d'or) du championnat de France, malgré une taille relativement modeste (1,93m) pour un tel poste.Refusant les sollicitations d'autres clubs, il décide de rester au Stade poitevin et de l'aider à remonter.
Joueur spectaculaire et très complet, il est également excellent réceptionneur. Au milieu des années 80, il est également l'un des précurseurs du service smashé en France, enchaînant souvent des série d'aces. Il se démarque aussi par son caractère généreux, souriant, volontiers taquin avec les arbitres et les adversaires. 
Il contribue à faire du volley-ball, sport relativement anonyme et peu médiatisé dans les années 80, un phénomène social à Poitiers. Les salles du Dolmen, puis de La Ganterie, sont pleines à chaque rencontre, accueillant jusqu'à 4 000 personnes dans une ambiance exaltée qui pouvait surprendre et déstabiliser les adversaires. 
Au début de la nouvelle saison, le 7 octobre 1989 saison, Frédéric Lawson Body est victime d'une méningite bactérienne foudroyante. Admis en réanimation au CHR de Poitiers, il resta toute la semaine dans le coma. Le vendredi 13 suivant, les médecins s'avèrent optimistes. Ses coéquipiers partent pour Martigues, quelque peu réconfortés. Mais le samedi, l'état de Lawson-Body redevient inquiétant. Le 14 octobre 1989 à 18h, le cœur de Frédéric Lawson-Body s'arrête de battre. Toute la ville de Poitiers est sous le choc. 
En son honneur, la municipalité de Poitiers renomma la salle omnisports du complexe de la Ganterie utilisée par le Stade Poitevin en Salle Frédéric Lawson-Body.

## Clubs (joueur)
| Club           | Pays          | De        | À         |
| -------------- | ------------- | --------- | --------- |
| Abidjan        | Côte d'Ivoire | 1981-1982 | 1981-1982 |
| VBC Riom       | France        | 1982-1983 | 1983-1984 |
| JSA Bordeaux   | France        | 1984-1985 | 1984-1985 |
| Stade poitevin | France        | 1985-1986 | 1988-1989 |

## Palmarès (joueur)
- Championnat de Côte d'Ivoire (1)
  - Vainqueur : 1982
- Coupe de Côte d'Ivoire (1)
  - Finaliste : 1982
- Meilleur attaquant (smash d'or) du championnat de France 1988-89